# Jens Rötzsch
Jens Rötzsch (* 1959 in Leipzig) ist ein deutscher Fotograf.

## Leben
Der in Berlin lebende Fotograf Jens Rötzsch studierte nach dem Ableisten seines Wehrdiensts (1977–1980) von 1981 bis 1986 an der Hochschule für Grafik und Buchkunst in Leipzig im Fachbereich Fotografie bei Peter Pachnicke, J. Jansong und W.G. Schröter. Nach einem Zusatzstudium in Leipzig und Budapest in den Jahren 1986 bis 1989 mit Studienaufenthalten in Paris und London lebt und arbeitet er als freischaffender Fotograf in Berlin. In der Zeit seines Zusatzstudiums war er von 1987 bis 1989 als Assistent an der Hochschule für Angewandte Kunst und Design Budapest tätig.
Seine Reportagereihe „Protokoll-Strecken“ dokumentierte den Untergang der SED-Diktatur in der DDR und zeigte den Neubeginn nach der Wende und friedlichen Revolution. 1990 ist er Gründungsmitglied der Bildagentur Ostkreuz. In den Jahren 1992 bis 1999 hatte er einen Lehrauftrag an der Fachhochschule Bielefeld sowie von 2004 bis 2005 eine Professur an der Muthesius Kunsthochschule Kiel inne.
Seine Bilder veröffentlicht Jens Rötzsch im Zeit Magazin, GEO und dem Stern und verschiedenen internationalen Magazinen. Er war Worldpress Preisträger 2002 in der Kategorie Sports Stories (dritter Preis). Von 2004 bis 2011 bereiste und fotografierte er auf neun Expeditionen die Mongolei, den letzten Nomadenstaat der Welt. Die Arbeit zeigt neben Landschaftsaufnahmen das Leben der Nomaden auf dem Land und die rasante Entwicklung in der Hauptstadt Ulan Bator.

## Ausstellungen
- 1985: Kreiskulturhaus Treptow, Berlin (Ost)
- 1986: Klub junger Künstler, Budapest
- 1988: Galerie Eigen+Art, Leipzig. „Protokollstrecken“ Gemeinschaftsprojekt mit Peter Oehlmann
- 1988: Töldva-Galerie, Budapest/Ungarn. „Budapester“
- 1988: Museum Ludwig, Köln. „Preis junger europäischer Fotografen“ (als Preisträger)
- 1989: Galerie am Steinweg, Suhl. „Protokollstrecken“ Gemeinschaftsprojekt mit Peter Oehlmann
- 1989: Camera-Work-Gallery, London. „Protokollstrecken“, Gemeinschaftsprojekt mit Peter Oehlmann
- 1990: Ausstellungshaus, Brighton. gemeinsam mit George Coles und Mark Power
- 1992: Galerie Zeger, Rotterdam/Niederlande
- 1999: Neue Gesellschaft für Bildende Kunst,Berlin, „Peripherie als Ort – Das Hellersdorf Projekt“
- 2002: Amsterdam, Niederlande. “World Press Photo” (als Preisträger) Ausstellungsstart
- 2003: Museum Folkwang, Essen. ”Wahnzimmer-Deutschland” Kunst der 80er Jahre
- 2003: Neue Nationalgalerie, Berlin / Kunst- und Ausstellungshalle der BRD in Bonn. “Kunst in der DDR” Retrospektive
- 2005: La Citadelle de Saint-Florent, Korsika/FR. „10 ans de commandes photographiques au Centre Méditerranéen de la Photographie“ 1994–2004
- 2007: ifa Galerie Berlin / Stuttgart. „abgesteppt – Mode Made in Mongolia“
- 2008: Altonaer Museum, Hamburg. „Elbstücke – Fotografien von Heike Ollertz, Jo Röttger, Frank Krems, Jens Rötzsch“
- 2009: Museum Jūrmala, Riga/Jūrmala Lettland. „Images d’un territoire“ (Korsika)
- 2009/10: Aboa Vetus & Ars Nova – Museoon torstaina Turku/Finnland. „DDR – Tulokulmia Itä-Saksaan“
- 2009/10: Kunsthalle Erfurt, Erfurt. „Die andere Leipziger Schule – Fotografie in der DDR“
- 2009/10: Museum der Bildenden Künste, Leipzig. „EAST – Zu Protokoll Fotografien 1989“
- 2010: Museum der Bildenden Künste, Leipzig. „Leipzig. Fotografie seit 1839“
- 2012: Berlinische Galerie, Berlin. "Geschlossene Gesellschaft – Künstlerische Fotografie in der DDR 1949 -1989""
- 2012: Forum Factory, Berlin. „Heimat Großsiedlung – 50 Jahre Gropiusstadt“